# Municipio de Danbury (Ohio)
El municipio de Danbury (en inglés: Danbury Township) es un municipio ubicado en el condado de Ottawa en el estado estadounidense de Ohio. En el año 2010 tenía una población de 5167 habitantes y una densidad poblacional de 35,29 personas por km².

## Geografía
El municipio de Danbury se encuentra ubicado en las coordenadas 41°31′41″N 82°45′12″O / 41.52806, -82.75333. Según la Oficina del Censo de los Estados Unidos, el municipio tiene una superficie total de 146.4 km², de la cual 47,06 km² corresponden a tierra firme y (67,85 %) 99,34 km² es agua.

## Demografía
Según el censo de 2010, había 5167 personas residiendo en el municipio de Danbury. La densidad de población era de 35,29 hab./km². De los 5167 habitantes, el municipio de Danbury estaba compuesto por el 97,66 % blancos, el 0,75 % eran afroamericanos, el 0,25 % eran amerindios, el 0,15 % eran asiáticos, el 0,41 % eran de otras razas y el 0,77 % eran de una mezcla de razas. Del total de la población el 2,05 % eran hispanos o latinos de cualquier raza.